# 石門溪
石門溪，位於台灣北部之縣市管河川，幹流長度9.35公里，流域面積4.30平方公里，分佈於新北市石門區。主流發源於石門區尖鹿里十塊厝仔南側，向北北西流經十塊厝仔、石門坑、重門，最終於石門注入東海。